# Roadracing-VM 1993
Världsmästerskapen i Roadracing 1993 arrangerades av Internationella motorcykelförbundet och innehöll klasserna 500GP, 250GP och 125GP i Grand Prix-serien samt Superbike, Endurance och Sidvagn. VM-titlar delades ut till bästa förare och till bästa konstruktör. Grand Prix-serien kördes över 14 deltävlingar.
| Klass     | Mästare individuellt                      | Mästare konstruktörer |
| --------- | ----------------------------------------- | --------------------- |
| 500GP     | Kevin Schwantz (Suzuki)                   | Yamaha                |
| 250GP     | Tetsuya Harada (Yamaha)                   | Honda                 |
| 125GP     | Dirk Raudies (Honda)                      | Honda                 |
| Superbike | Scott Russell (Kawasaki)                  | Ducati                |
| Endurance | Doug Toland (Honda, Kawasaki)             | -                     |
| Sidvagn   | Rolf Biland/Kurt Waltisperg (LCR-Krauser) | -                     |

## 500 GP
Säsongen 1993 blev en klassisk säsong. Wayne Rainey och Kevin Schwantz slogs om titeln och tog fyra segrar var, men titelracet fick ett abrupt slut när Rainey vurpade på Misano-banan och förlamades från ryggen och nedåt, vilket blev slutet tpå en lång och framgångsrik karriär. Schwantz kunde därefter ta hem sin enda VM-titel.

### Delsegrare
| Grand Prix     | Vinnande förare | Konstruktör |
| -------------- | --------------- | ----------- |
| Australien     | Kevin Schwantz  | Suzuki      |
| Malaysia       | Wayne Rainey    | Yamaha      |
| Japan          | Wayne Rainey    | Yamaha      |
| Spanien        | Kevin Schwantz  | Suzuki      |
| Österrike      | Kevin Schwantz  | Suzuki      |
| Tyskland       | Daryl Beattie   | Honda       |
| TT Assen       | Kevin Schwantz  | Suzuki      |
| Europa         | Wayne Rainey    | Yamaha      |
| San Marino     | Mick Doohan     | Honda       |
| Storbritannien | Luca Cadalora   | Yamaha      |
| Tjeckien       | Wayne Rainey    | Yamaha      |
| Italien        | Luca Cadalora   | Yamaha      |
| USA            | John Kocinski   | Cagiva      |
| FIM Grand Prix | Alex Barros     | Suzuki      |

### Slutställning
| Plats | Förare         | Team                | Poäng |
| ----- | -------------- | ------------------- | ----- |
| 1     | Kevin Schwantz | Lucky Strike Suzuki | 248   |
| 2     | Wayne Rainey   | Marlboro Yamaha     | 214   |
| 3     | Daryl Beattie  | Rothmans Honda      | 176   |
| 4     | Mick Doohan    | Rothmans Honda      | 156   |
| 5     | Luca Cadalora  | Marlboro Yamaha     | 145   |
| 6     | Alex Barros    | Lucky Strike Suzuki | 125   |
| 7     | Shinichi Itoh  | Rothmans Honda      | 119   |
| 8     | Àlex Crivillé  | Campsa Honda        | 117   |

## 250GP
Tetsuya Harada från Japan blev mästare i den näst största Grand Prix-klassen. Segern vanns med endast fyra poäng, tack vare att Harada vann sista deltävlingen i Valencia samtidigt som VM-ledaren Capirossi slutade femma. 

### Delsegrare
| Bana           | Vinnare              | Märke   |
| -------------- | -------------------- | ------- |
| Eastern Creek  | Tetsuya Harada       | Yamaha  |
| Shah Alam      | Nobuatsu Aoki        | Honda   |
| Suzuka         | Tetsuya Harada       | Yamaha  |
| Jerez          | Tetsuya Harada       | Yamaha  |
| Salzburgring   | Doriano Romboni      | Honda   |
| Hockenheim     | Doriano Romboni      | Honda   |
| Assen          | Loris Capirossi      | Honda   |
| Barcelona      | Max Biaggi           | Honda   |
| Mugello        | Loris Capirossi      | Honda   |
| Donington Park | Jean-Philippe Ruggia | Aprilia |
| Brno           | Loris Reggiani       | Aprilia |
| Misano         | Jean-Philippe Ruggia | Aprilia |
| Laguna Seca    | Loris Capirossi      | Honda   |
| Jarama         | Tetsuya Harada       | Yamaha  |

### Slutställning
| Plats | Förare               | Märke   | Poäng |
| ----- | -------------------- | ------- | ----- |
| 1     | Tetsuya Harada       | Yamaha  | 197   |
| 2     | Loris Capirossi      | Honda   | 193   |
| 3     | Loris Reggiani       | Aprilia | 158   |
| 4     | Max Biaggi           | Honda   | 142   |
| 5     | Doriano Romboni      | Honda   | 139   |
| 6     | Jean-Philippe Ruggia | Aprilia | 129   |
| 7     | Helmut Bradl         | Honda   | 126   |
| 8     | Tadayuki Okada       | Honda   | 120   |

## 125GP
Tysken Dirk Raudies blev mästare i 125GP, men japanen Kazuto Sakata pressade honom hela säsongen och till slut var det trots nio segrar för Raudies mot två för Sakata nästan helt jämnt i mästerskapet.

### Delsegrare
| Bana           | Vinnare           | Märke   |
| -------------- | ----------------- | ------- |
| Eastern Creek  | Dirk Raudies      | Honda   |
| Shah Alam      | Dirk Raudies      | Honda   |
| Suzuka         | Dirk Raudies      | Honda   |
| Jerez          | Kazuto Sakata     | Honda   |
| Salzburgring   | Takeshi Tsujimura | Honda   |
| Hockenheim     | Dirk Raudies      | Honda   |
| Assen          | Dirk Raudies      | Honda   |
| Barcelona      | Noboru Ueda       | Honda   |
| Mugello        | Dirk Raudies      | Honda   |
| Donington Park | Dirk Raudies      | Honda   |
| Brno           | Kazuto Sakata     | Honda   |
| Misano         | Dirk Raudies      | Honda   |
| Laguna Seca    | Dirk Raudies      | Honda   |
| Jarama         | Ralf Waldmann     | Aprilia |

### Slutställning
| Plats | Förare            | Märke   | Poäng |
| ----- | ----------------- | ------- | ----- |
| 1     | Dirk Raudies      | Honda   | 280   |
| 2     | Kazuto Sakata     | Honda   | 266   |
| 3     | Takeshi Tsujimura | Honda   | 177   |
| 4     | Ralf Waldmann     | Aprilia | 160   |
| 5     | Noboru Ueda       | Honda   | 129   |
| 6     | Akira Saito       | Honda   | 117   |